# Zawodnik dokładnie kryty
Ten artykuł opisuje zagadnienie koszykarskie zgodne z normami FIBA.
Zasady w ligach NBA, NCAA lub innych mogą różnić się od tutaj przedstawionych.
Zawodnik dokładnie kryty (dawna nazwa: szczelnie kryty zawodnik) – jest to pojęcie w koszykówce, oznaczające zawodnika z piłką na boisku, który jest kryty przez przeciwnika stojącego w odległości nie większej niż 1 metr.
Zawodnik dokładnie kryty musi rzucić do kosza, podać lub rozpocząć kozłowanie w ciągu 5 sekund. W przeciwnym razie zawodnik dokładnie kryty popełni błąd 5 sekund.